# Портнов, Анатолий Иванович
Анато́лий Ива́нович Портно́в (30 октября 1924 — 20 августа 1991) — передовик советской мелиорации и водного хозяйства, машинист экскаватора Ногинской передвижной механизированной колонны «Водстрой» № 14 Министерства мелиорации и водного хозяйства РСФСР, Московской области, Герой Социалистического Труда (1971).

## Биография
Родился 30 октября 1924 года в деревне Тимохово Шаловской волости Богородского уезда Московской губернии в русской крестьянской семье. Завершив обучение в Храпуновской сельской школе, с шестнадцатилетнего возраста работал конюхом в местном колхозе. Был призван в Красную Армию в августе 1942 года. Военную службу проходил в войсках НКВД и МГБ СССР.
После увольнения в запас, в мае 1950 года вернулся на родину и стал работать забойщиком на карьере - добывал огнеупорную глину. Затем выучился и получил специальность машиниста экскаваторщика. В 1954 году стал работать на экскаваторе в Ивашёвской машинно-тракторной станции. После расформирования МТС, в 1958 году, стал работать машинистом экскаватора Ногинской передвижной механизированной колонны Водострой-14, которая проводила мелиоративные работы в Московской области. С первого дня работы вышел в передовики производства, перевыполняя нормы выработки на 150%. Грузил удобрения для полей, рыл каналы на бросовых землях. По итогам работы в седьмой семилетки был награждён орденом Трудового Красного Знамени.
В период 8-й пятилетки бригада Портнова провела мелиоративные работы на площади 8 тысяч гектаров совхозной земли Ногинского, Павлово-Посадского и других районах Подмосковья. Пятилетний план был выполнен за 2 года 8 месяцев. Бригадир предложил 8 рационализаторских предложений, подготовил 11 экскаваторщиков, 12000 рублей было сэкономлено.
За выдающиеся успехи, достигнутые в развитии сельскохозяйственного производства и выполнении пятилетнего плана продажи государству продуктов земледелия и животноводства Указом Президиума Верховного Совета СССР от 8 апреля 1971 года Анатолию Ивановичу Портнову было присвоено звание Героя Социалистического Труда с вручением ордена Ленина и золотой медали «Серп и Молот».
В дальнейшем продолжал трудовую деятельность. Избирался делегатом XV съезда профсоюзов СССР.
Проживал в посёлке Обухово Ногинского района Московской области. Умер 20 августа 1991 года.

## Награды
За трудовые успехи удостоен:
- золотая звезда «Серп и Молот» (08.04.1971),
- орден Ленина (08.04.1971),
- Орден Трудового Красного Знамени (23.06.1966),
- другие медали.